# Kenyatte Allen jr
Kenyatte Allen jr (Atlanta, 22 novembre 1994) è un giocatore di football americano statunitense che gioca come quarterback per gli Stuttgart Surge.